# Kelly Clarkson/Diskografie
Diese Diskografie ist eine Übersicht über die musikalischen Werke der US-amerikanischen Pop-Sängerin Kelly Clarkson. Den Quellenangaben und Schallplattenauszeichnungen zufolge hat sie bisher mehr als 69,5 Millionen Tonträger verkauft, davon alleine in ihrer Heimat über 53,5 Millionen. Ihre erfolgreichste Veröffentlichung ist das zweite Studioalbum Breakaway mit über 15 Millionen verkauften Einheiten.

## Alben

### Studioalben
| Jahr | Titel Musiklabel                       | Höchstplatzierung, Gesamtwochen, AuszeichnungChartplatzierungen (Jahr, Titel, Musiklabel, Platzierungen, Wochen, Auszeichnungen, Anmerkungen) | Höchstplatzierung, Gesamtwochen, AuszeichnungChartplatzierungen (Jahr, Titel, Musiklabel, Platzierungen, Wochen, Auszeichnungen, Anmerkungen) | Höchstplatzierung, Gesamtwochen, AuszeichnungChartplatzierungen (Jahr, Titel, Musiklabel, Platzierungen, Wochen, Auszeichnungen, Anmerkungen) | Höchstplatzierung, Gesamtwochen, AuszeichnungChartplatzierungen (Jahr, Titel, Musiklabel, Platzierungen, Wochen, Auszeichnungen, Anmerkungen) | Höchstplatzierung, Gesamtwochen, AuszeichnungChartplatzierungen (Jahr, Titel, Musiklabel, Platzierungen, Wochen, Auszeichnungen, Anmerkungen) | Anmerkungen                                                  |
| Jahr | Titel Musiklabel                       | DE | AT | CH | UK | US | Anmerkungen                                                  |
| ---- | -------------------------------------- | --- | --- | --- | --- | --- | ------------------------------------------------------------ |
| 2003 | Thankful RCA Records (BMG)             | — | — | — | UK41 Gold · (16 Wo.)UK | US1 ×2Doppelplatin · (50 Wo.)US | Erstveröffentlichung: 15. April 2003 Verkäufe: + 3.150.000   |
| 2004 | Breakaway RCA Records (BMG)            | DE4 ×2Doppelplatin · (89 Wo.)DE | AT3 Gold · (68 Wo.)AT | CH2 Platin · (69 Wo.)CH | UK3 ×5Fünffachplatin · (67 Wo.)UK | US3 ×6Sechsfachplatin · (104 Wo.)US | Erstveröffentlichung: 30. November 2004 Verkäufe: 15.000.000 |
| 2007 | My December RCA Records (Sony BMG)     | DE5 (9 Wo.)DE | AT8 (9 Wo.)AT | CH5 (11 Wo.)CH | UK2 Gold · (8 Wo.)UK | US2 Platin · (18 Wo.)US | Erstveröffentlichung: 22. Juni 2007 Verkäufe: + 1.298.500    |
| 2009 | All I Ever Wanted RCA Records (Sony)   | DE4 (15 Wo.)DE | AT4 (12 Wo.)AT | CH7 (15 Wo.)CH | UK3 Gold · (16 Wo.)UK | US1 (47 Wo.)US | Erstveröffentlichung: 6. März 2009 Verkäufe: + 1.272.000     |
| 2011 | Stronger RCA Records (Sony)            | DE14 (4 Wo.)DE | AT20 (5 Wo.)AT | CH12 (12 Wo.)CH | UK5 Gold · (47 Wo.)UK | US2 Platin · (68 Wo.)US | Erstveröffentlichung: 21. Oktober 2011 Verkäufe: + 1.386.500 |
| 2015 | Piece by Piece RCA Records (Sony)      | DE30 (3 Wo.)DE | AT27 (2 Wo.)AT | CH29 (4 Wo.)CH | UK6 Silber · (9 Wo.)UK | US1 Gold · (39 Wo.)US | Erstveröffentlichung: 27. Februar 2015 Verkäufe: + 582.500   |
| 2017 | Meaning of Life Atlantic Records (WMG) | DE32 (1 Wo.)DE | AT27 (1 Wo.)AT | CH19 (3 Wo.)CH | UK11 (3 Wo.)UK | US2 Gold · (17 Wo.)US | Erstveröffentlichung: 27. Oktober 2017 Verkäufe: + 500.000   |
| 2023 | Chemistry Atlantic Records (WMG)       | DE81 (1 Wo.)DE | — | CH36 (1 Wo.)CH | UK34 (1 Wo.)UK | US6 (3 Wo.)US | Erstveröffentlichung: 23. Juni 2023                          |

### Kompilationen
| Jahr | Titel Musiklabel                              | Höchstplatzierung, Gesamtwochen, AuszeichnungChartplatzierungen (Jahr, Titel, Musiklabel, Platzierungen, Wochen, Auszeichnungen, Anmerkungen) | Höchstplatzierung, Gesamtwochen, AuszeichnungChartplatzierungen (Jahr, Titel, Musiklabel, Platzierungen, Wochen, Auszeichnungen, Anmerkungen) | Höchstplatzierung, Gesamtwochen, AuszeichnungChartplatzierungen (Jahr, Titel, Musiklabel, Platzierungen, Wochen, Auszeichnungen, Anmerkungen) | Höchstplatzierung, Gesamtwochen, AuszeichnungChartplatzierungen (Jahr, Titel, Musiklabel, Platzierungen, Wochen, Auszeichnungen, Anmerkungen) | Höchstplatzierung, Gesamtwochen, AuszeichnungChartplatzierungen (Jahr, Titel, Musiklabel, Platzierungen, Wochen, Auszeichnungen, Anmerkungen) | Anmerkungen                                                   |
| Jahr | Titel Musiklabel                              | DE | AT | CH | UK | US | Anmerkungen                                                   |
| ---- | --------------------------------------------- | --- | --- | --- | --- | --- | ------------------------------------------------------------- |
| 2012 | Greatest Hits: Chapter One RCA Records (Sony) | — | — | CH92 (1 Wo.)CH | UK18 Platin · (14 Wo.)UK | US11 Gold · (62 Wo.)US | Erstveröffentlichung: 16. November 2012 Verkäufe: + 1.128.000 |

### Remixalben
- 2016: Piece by Piece (Remixed)

### EPs
- 2011: The Smoakstack Sessions
- 2011: iTunes Session
- 2012: The Smoakstack Sessions Vol. 2
- 2016: Kelly Clarkson Live
- 2022: Kellyoke

### Weihnachtsalben
| Jahr | Titel Musiklabel                                     | Höchstplatzierung, Gesamtwochen, AuszeichnungChartplatzierungen (Jahr, Titel, Musiklabel, Platzierungen, Wochen, Auszeichnungen, Anmerkungen) | Höchstplatzierung, Gesamtwochen, AuszeichnungChartplatzierungen (Jahr, Titel, Musiklabel, Platzierungen, Wochen, Auszeichnungen, Anmerkungen) | Höchstplatzierung, Gesamtwochen, AuszeichnungChartplatzierungen (Jahr, Titel, Musiklabel, Platzierungen, Wochen, Auszeichnungen, Anmerkungen) | Höchstplatzierung, Gesamtwochen, AuszeichnungChartplatzierungen (Jahr, Titel, Musiklabel, Platzierungen, Wochen, Auszeichnungen, Anmerkungen) | Höchstplatzierung, Gesamtwochen, AuszeichnungChartplatzierungen (Jahr, Titel, Musiklabel, Platzierungen, Wochen, Auszeichnungen, Anmerkungen) | Anmerkungen                                                  |
| Jahr | Titel Musiklabel                                     | DE | AT | CH | UK | US | Anmerkungen                                                  |
| ---- | ---------------------------------------------------- | --- | --- | --- | --- | --- | ------------------------------------------------------------ |
| 2013 | Wrapped in Red RCA Records (Sony)                    | DE10 a (8 Wo.)DE | — | CH97 (1 Wo.)CH | UK65 (1 Wo.)UK | US3 Platin · (74 Wo.)US | Erstveröffentlichung: 25. Oktober 2013 Verkäufe: + 1.105.000 |
| 2021 | When Christmas Comes Around … Atlantic Records (WMG) | DE42 b (2 Wo.)DE | — | CH41 b (2 Wo.)CH | UK94 (1 Wo.)UK | US22 (23 Wo.)US | Erstveröffentlichung: 15. Oktober 2021                       |

## Singles

### Als Leadmusikerin
| Jahr | Titel Album                                                       | Höchstplatzierung, Gesamtwochen, AuszeichnungChartplatzierungen (Jahr, Titel, Album, Platzierungen, Wochen, Auszeichnungen, Anmerkungen) | Höchstplatzierung, Gesamtwochen, AuszeichnungChartplatzierungen (Jahr, Titel, Album, Platzierungen, Wochen, Auszeichnungen, Anmerkungen) | Höchstplatzierung, Gesamtwochen, AuszeichnungChartplatzierungen (Jahr, Titel, Album, Platzierungen, Wochen, Auszeichnungen, Anmerkungen) | Höchstplatzierung, Gesamtwochen, AuszeichnungChartplatzierungen (Jahr, Titel, Album, Platzierungen, Wochen, Auszeichnungen, Anmerkungen) | Höchstplatzierung, Gesamtwochen, AuszeichnungChartplatzierungen (Jahr, Titel, Album, Platzierungen, Wochen, Auszeichnungen, Anmerkungen) | Anmerkungen                                                                     | [↑]: gemeinsam behandelt mit vorhergehendem Eintrag; [←]: in beiden Charts platziert |
| Jahr | Titel Album                                                       | DE | AT | CH | UK | US | Anmerkungen                                                                     |                                                                                      |
| ---- | ----------------------------------------------------------------- | --- | --- | --- | --- | --- | ------------------------------------------------------------------------------- | ------------------------------------------------------------------------------------ |
| 2002 | A Moment Like This / Before Your Love Thankful                    | — | — | — | — | US1 Gold · (20 Wo.)US | Erstveröffentlichung: 17. September 2002 Verkäufe: + 758.000                    |                                                                                      |
| 2003 | Miss Independent Thankful                                         | DE52 (5 Wo.)DE | AT39 (6 Wo.)AT | CH44 (6 Wo.)CH | UK6 (12 Wo.)UK | US9 Gold · (20 Wo.)US | Erstveröffentlichung: 25. August 2003 Verkäufe: + 1.070.000                     |                                                                                      |
| 2003 | Low Thankful                                                      | — | — | — | UK35 (3 Wo.)UK | US58 (11 Wo.)US | Erstveröffentlichung: 3. August 2003 Verkäufe: + 35.000                         |                                                                                      |
| 2003 | The Trouble with Love Is Thankful                                 | DE42 (7 Wo.)DE | — | CH62 (3 Wo.)CH[UK: ↑] | UK35 (3 Wo.)UK | — | Erstveröffentlichung: 10. November 2003 Verkäufe: + 35.000                      |                                                                                      |
| 2004 | Breakaway                                                         | DE13 (16 Wo.)DE | AT8 (20 Wo.)AT | CH14 (22 Wo.)CH | UK22 Gold · (10 Wo.)UK | US6 Gold · (46 Wo.)US | Erstveröffentlichung: 20. Juli 2004 Verkäufe: + 2.603.000                       |                                                                                      |
| 2004 | Since U Been Gone Breakaway                                       | DE6 Gold · (19 Wo.)DE | AT3 (19 Wo.)AT | CH7 (21 Wo.)CH | UK5 ×2Doppelplatin · (41 Wo.)UK | US2 Gold (Mastertone) + Platin · (46 Wo.)US                                                                                              | Erstveröffentlichung: 14. Dezember 2004 Verkäufe: 4.568.000                     |                                                                                      |
| 2005 | Behind These Hazel Eyes Breakaway                                 | DE16 (19 Wo.)DE | AT9 (20 Wo.)AT | CH20 (26 Wo.)CH | UK9 Silber · (17 Wo.)UK | US6 Platin · (34 Wo.)US | Erstveröffentlichung: 1. März 2005 Verkäufe: + 1.879.000                        |                                                                                      |
| 2005 | Because of You Breakaway                                          | DE4 Gold · (27 Wo.)DE | AT3 (29 Wo.)AT | CH1 (69 Wo.)CH | UK7 ×2Doppelplatin · (38 Wo.)UK | US7 Gold (Mastertone) + Platin · (37 Wo.)US                                                                                              | Erstveröffentlichung: 28. August 2005 Verkäufe: + 4.716.302                     |                                                                                      |
| 2006 | Walk Away Breakaway                                               | DE30 (16 Wo.)DE | AT29 (20 Wo.)AT | CH58 (11 Wo.)CH | UK21 (11 Wo.)UK | US12 Gold · (29 Wo.)US | Erstveröffentlichung: 17. Januar 2006 Verkäufe: + 1.316.000                     |                                                                                      |
| 2007 | Never Again My December                                           | DE19 (9 Wo.)DE | AT36 (8 Wo.)AT | CH27 (12 Wo.)CH | UK9 (8 Wo.)UK | US8 Gold · (16 Wo.)US | Erstveröffentlichung: 13. April 2007 Verkäufe: + 1.266.000                      |                                                                                      |
| 2007 | Sober My December                                                 | — | — | — | — | — | Erstveröffentlichung: 10. Juni 2007                                             |                                                                                      |
| 2007 | One Minute My December                                            | — | — | — | — | — | Erstveröffentlichung: 18. September 2007                                        |                                                                                      |
| 2007 | Don’t Waste Your Time My December                                 | DE93 (2 Wo.)DE | — | — | — | — | Erstveröffentlichung: 29. Oktober 2007                                          |                                                                                      |
| 2009 | My Life Would Suck without You All I Ever Wanted                  | DE6 Gold · (20 Wo.)DE | AT6 (21 Wo.)AT | CH5 (25 Wo.)CH | UK1 Platin · (17 Wo.)UK | US1 (24 Wo.)US | Erstveröffentlichung: 16. Januar 2009 Verkäufe: + 3.970.824                     |                                                                                      |
| 2009 | I Do Not Hook Up All I Ever Wanted                                | DE55 (4 Wo.)DE | AT68 (1 Wo.)AT | — | UK36 (9 Wo.)UK | US20 (18 Wo.)US | Erstveröffentlichung: 14. April 2009 Verkäufe: + 878.000                        |                                                                                      |
| 2009 | Already Gone All I Ever Wanted                                    | DE23 (10 Wo.)DE | AT27 (9 Wo.)AT | CH15 (15 Wo.)CH | UK66 (6 Wo.)UK | US13 (31 Wo.)US | Erstveröffentlichung: 11. August 2009 Verkäufe: + 2.064.000                     |                                                                                      |
| 2010 | Cry All I Ever Wanted                                             | — | — | — | — | — | Erstveröffentlichung: 12. März 2010                                             |                                                                                      |
| 2010 | All I Ever Wanted                                                 | — | — | — | — | US96 (6 Wo.)US | Erstveröffentlichung: 15. März 2010                                             |                                                                                      |
| 2010 | Don’t You Wanna Stay My Kinda Party                               | — | — | — | — | US31 ×2Doppelplatin · (31 Wo.)US | Erstveröffentlichung: 11. November 2010 Verkäufe: + 2.712.000; mit Jason Aldean |                                                                                      |
| 2011 | Mr. Know It All Stronger                                          | DE18 (13 Wo.)DE | AT26 (13 Wo.)AT | CH22 (13 Wo.)CH | UK4 Gold · (18 Wo.)UK | US10 (23 Wo.)US | Erstveröffentlichung: 5. September 2011 Verkäufe: + 2.624.000                   |                                                                                      |
| 2011 | I’ll Be Home for Christmas iTunes Session                         | — | — | — | — | US93 (1 Wo.)US | Erstveröffentlichung: 2. Dezember 2011                                          |                                                                                      |
| 2012 | Stronger (What Doesn’t Kill You) Stronger                         | DE27 (17 Wo.)DE | AT6 Gold · (18 Wo.)AT | CH18 (26 Wo.)CH | UK8 ×2Doppelplatin · (31 Wo.)UK | US1 ×7Siebenfachplatin · (37 Wo.)US | Erstveröffentlichung: 16. Januar 2012 Verkäufe: + 8.719.347                     |                                                                                      |
| 2012 | Dark Side Stronger                                                | DE82 (1 Wo.)DE | — | — | UK40 (6 Wo.)UK | US42 (15 Wo.)US | Erstveröffentlichung: 5. Juni 2012 Verkäufe: + 882.000                          |                                                                                      |
| 2012 | Catch My Breath Greatest Hits: Chapter One                        | DE89 (1 Wo.)DE | AT67 (1 Wo.)AT | — | UK51 (2 Wo.)UK | US19 (24 Wo.)US | Erstveröffentlichung: 16. Oktober 2012 Verkäufe: + 1.834.000                    |                                                                                      |
| 2012 | Don’t Rush Greatest Hits: Chapter One                             | — | — | — | — | US87 (3 Wo.)US | Erstveröffentlichung: 1. November 2012 feat. Vince Gill                         |                                                                                      |
| 2013 | People Like Us Greatest Hits: Chapter One                         | — | — | — | — | US65 (10 Wo.)US | Erstveröffentlichung: 8. April 2013 Verkäufe: + 526.000                         |                                                                                      |
| 2013 | Tie It Up –                                                       | — | — | — | — | — | Erstveröffentlichung: 25. Juni 2013                                             |                                                                                      |
| 2013 | Underneath the Tree Wrapped in Red                                | DE5 Platin · (40 Wo.)DE | AT6 (36 Wo.)AT | CH8 (35 Wo.)CH | UK7 ×3Dreifachplatin · (50 Wo.)UK | US9 (32 Wo.)US | Erstveröffentlichung: 1. Oktober 2013 Verkäufe: + 2.575.000                     |                                                                                      |
| 2014 | Wrapped in Red                                                    | — | — | — | — | — | Erstveröffentlichung: 25. November 2014                                         |                                                                                      |
| 2015 | Heartbeat Song Piece by Piece                                     | DE16 Gold · (19 Wo.)DE | AT8 (17 Wo.)AT | CH24 (15 Wo.)CH | UK7 Platin · (18 Wo.)UK | US21 Platin · (20 Wo.)US | Erstveröffentlichung: 12. Januar 2015 Verkäufe: + 1.925.000                     |                                                                                      |
| 2015 | Invincible Piece by Piece                                         | — | — | — | — | — | Erstveröffentlichung: 23. Juni 2015                                             |                                                                                      |
| 2015 | Piece by Piece                                                    | — | — | — | UK27 Silber · (3 Wo.)UK | US8 (15 Wo.)US | Erstveröffentlichung: 9. November 2015 Verkäufe: + 230.000                      |                                                                                      |
| 2017 | Love So Soft Meaning of Life                                      | — | — | — | UK81 (1 Wo.)UK | US47 Platin · (13 Wo.)US | Erstveröffentlichung: 7. September 2017 Verkäufe: + 1.040.000                   |                                                                                      |
| 2017 | Christmas Eve When Christmas Comes Around …                       | DE64 (2 Wo.)DE | AT72 (1 Wo.)AT | — | — | — | Erstveröffentlichung: 19. Oktober 2017                                          |                                                                                      |
| 2018 | I Don’t Think About You Meaning of Life                           | — | — | — | — | — | Erstveröffentlichung: 9. Februar 2018                                           |                                                                                      |
| 2018 | Never Enough The Greatest Showman: Reimagined                     | — | — | — | UK59 (3 Wo.)UK | — | Erstveröffentlichung: 9. November 2018                                          |                                                                                      |
| 2018 | Heat Meaning of Life                                              | — | — | — | — | — | Erstveröffentlichung: 7. Dezember 2018                                          |                                                                                      |
| 2019 | Broken & Beautiful UglyDolls O.S.T.                               | — | — | — | — | US— GoldUS | Erstveröffentlichung: 27. März 2019                                             |                                                                                      |
| 2020 | I Dare You –                                                      | — | — | — | — | US86 (1 Wo.)US | Erstveröffentlichung: 17. April 2020                                            |                                                                                      |
| 2020 | Under the Mistletoe When Christmas Comes Around …                 | — | — | — | UK61 (2 Wo.)UK | US59 (3 Wo.)US | Erstveröffentlichung: 28. Oktober 2020 mit Brett Eldredge                       |                                                                                      |
| 2020 | All I Want for Christmas Is You When Christmas Comes Around …     | — | — | — | — | — | Erstveröffentlichung: 13. November 2020                                         |                                                                                      |
| 2021 | Christmas Isn’t Canceled (Just You) When Christmas Comes Around … | — | — | — | — | US79 (2 Wo.)US | Erstveröffentlichung: 23. September 2021                                        |                                                                                      |
| 2021 | Glow When Christmas Comes Around …                                | — | — | — | — | — | Erstveröffentlichung: 14. Oktober 2021 feat. Chris Stapleton                    |                                                                                      |
| 2021 | Santa, Can’t You Hear Me When Christmas Comes Around …            | DE26 (13 Wo.)DE | AT32 (10 Wo.)AT | CH26 (14 Wo.)CH | UK23 Silber · (17 Wo.)UK | US76 (4 Wo.)US | Erstveröffentlichung: 15. Oktober 2021 feat. Ariana Grande                      |                                                                                      |
| 2022 | Happier Than Ever –                                               | — | — | — | — | — | Erstveröffentlichung: 25. Mai 2022                                              |                                                                                      |
| 2023 | Mine / Me Chemistry                                               | — | — | — | — | — | Erstveröffentlichung: 14. April 2023                                            |                                                                                      |
| 2023 | Favorite Kind of High Chemistry                                   | — | — | — | — | — | Erstveröffentlichung: 19. Mai 2023                                              |                                                                                      |

### Als Gastmusikerin
| Jahr | Titel Album                                            | Höchstplatzierung, Gesamtwochen, AuszeichnungChartplatzierungen (Jahr, Titel, Album, Platzierungen, Wochen, Auszeichnungen, Anmerkungen) | Höchstplatzierung, Gesamtwochen, AuszeichnungChartplatzierungen (Jahr, Titel, Album, Platzierungen, Wochen, Auszeichnungen, Anmerkungen) | Höchstplatzierung, Gesamtwochen, AuszeichnungChartplatzierungen (Jahr, Titel, Album, Platzierungen, Wochen, Auszeichnungen, Anmerkungen) | Höchstplatzierung, Gesamtwochen, AuszeichnungChartplatzierungen (Jahr, Titel, Album, Platzierungen, Wochen, Auszeichnungen, Anmerkungen) | Höchstplatzierung, Gesamtwochen, AuszeichnungChartplatzierungen (Jahr, Titel, Album, Platzierungen, Wochen, Auszeichnungen, Anmerkungen) | Anmerkungen                                                                                   |
| Jahr | Titel Album                                            | DE | AT | CH | UK | US | Anmerkungen                                                                                   |
| --- | ------------------------------------------------------ | --- | --- | --- | --- | --- | --------------------------------------------------------------------------------------------- |
| 2007 | Because of You Reba: Duets                             | — | — | — | — | US50 Platin · (15 Wo.)US | Erstveröffentlichung: 26. Juni 2007 Verkäufe: + 1.000.000; Reba McEntire feat. Kelly Clarkson |
| 2015 | Second Hand Heart Ben Haenow                           | — | — | — | UK21 Silber · (7 Wo.)UK | — | Erstveröffentlichung: 16. Oktober 2015 Verkäufe: + 200.000; Ben Haenow feat. Kelly Clarkson   |
| 2016 | This Is for My Girls –                                 | — | — | — | — | — | Erstveröffentlichung: 15. März 2016 als Teil von Artists for Let Girls Learn                  |
| 2016 | Softly and Tenderly Sing it Now: Songs of Faith & Hope | — | — | — | — | — | Erstveröffentlichung: 15. Dezember 2016 Reba McEntire feat. Kelly Clarkson & Trisha Yearwood  |
| 2019 | I Dream in Southern –                                  | — | — | — | — | — | Erstveröffentlichung: 6. Dezember 2019 Kaleb Lee feat. Kelly Clarkson                         |
| Folgende Lieder erschienen nicht als Single, wurden aber durch das Album zum Download und Streaming bereitgestellt und konnten somit eine Platzierung erlangen: |                                                        | | | | | |                                                                                               |
| |                                                        | | | | | |                                                                                               |
| 2007 | Up to the Mountain Idol Gives Back                     | — | — | — | — | US56 (2 Wo.)US | Jeff Beck feat. Kelly Clarkson                                                                |

## Videoalben und Musikvideos

### Videoalben
- 2002: American Idol: The Search for a Superstar
- 2002: Before Your Love / A Moment Like This
- 2003: From Justin to Kelly (Special Edition)
- 2003: Miss Independent (US: Gold)
- 2004: Issues 101
- 2005: American Idol – Best of Season 1–4
- 2005: Behind Hazel Eyes

### Musikvideos
| Jahr | Titel                            | Regie                |
| ---- | -------------------------------- | -------------------- |
| 2002 | A Moment Like This               | Antti J. Jokinen     |
| 2002 | Before Your Love                 | Antti J. Jokinen     |
| 2003 | Miss Independent                 | Liz Friedlander      |
| 2003 | Low                              | Antti Jokinen        |
| 2003 | The Trouble with Love Is         | Bryan Barber         |
| 2004 | Breakaway                        | Dave Meyers          |
| 2004 | Since U Been Gone                | Alex DeRakoff        |
| 2005 | Behind These Hazel Eyes          | Joseph Kahn          |
| 2006 | Because of You                   | Vadim Perelman       |
| 2006 | Walk Away                        | Joseph Kahn          |
| 2006 | Go                               | Christian Lamb       |
| 2007 | Never Again                      | Joseph Kahn          |
| 2007 | Because of You                   | Roman White          |
| 2007 | One Minute                       | Live Footage         |
| 2007 | Don’t Waste Your Time            | Roman White          |
| 2009 | My Life Would Suck without You   | Wayne Isham          |
| 2009 | I Do Not Hook Up                 | Bryan Barber         |
| 2009 | Already Gone                     | Joseph Kahn          |
| 2011 | Mr. Know It All                  | Justin Francis       |
| 2012 | Stronger (What Doesn’t Kill You) | Shane C. Drake       |
| 2012 | Dark Side                        | Shane C. Drake       |
| 2012 | Catch My Breath                  | Nadia Marquard Otzen |
| 2012 | Don’t Rush                       | Paul Miller          |
| 2013 | People Like Us                   | Chris Marrs Piliero  |
| 2013 | Tie It Up                        | Weiss Eubanks        |
| 2015 | Heartbeat Song                   | Marc Klasfeld        |
| 2015 | Invincible                       | Alon Isocianu        |
| 2015 | Second Hand Heart                | James Lees           |
| 2015 | Piece by Piece                   | Alon Isocianu        |
| 2017 | Love So Soft                     | Dave Meyers          |

## Promoveröffentlichungen
Promo-Singles
- 2014: PrizeFighter (Trisha Yearwood feat. Kelly Clarkson)

## Statistik

### Chartauswertung
|                     | DE    | AT    | CH     | UK     | US     |
| ------------------- | ----- | ----- | ------ | ------ | ------ |
| Nummer-eins-Alben   | DE—DE | AT—AT | CH—CH  | UK—UK  | US3US  |
| Top-10-Alben        | DE4DE | AT3AT | CH3CH  | UK5UK  | US9US  |
| Alben in den Charts | DE9DE | AT6AT | CH10CH | UK10UK | US11US |

|                       | DE     | AT     | CH     | UK     | US     |
| --------------------- | ------ | ------ | ------ | ------ | ------ |
| Nummer-eins-Singles   | DE—DE  | AT—AT  | CH1CH  | UK1UK  | US3US  |
| Top-10-Singles        | DE4DE  | AT8AT  | CH4CH  | UK10UK | US12US |
| Singles in den Charts | DE20DE | AT17AT | CH15CH | UK23UK | US31US |

### Auszeichnungen für Musikverkäufe
| Land/RegionAuszeichnungen für Musikverkäufe (Land/Region, Auszeichnungen, Verkäufe, Quellen) | Silber     | Gold       | Platin         | Verkäufe    | Quellen                           |
| -------------------------------------------------------------------------------------------- | ---------- | ---------- | -------------- | ----------- | --------------------------------- |
| Australien (ARIA)                                                                            | —          | 11× Gold11 | 20× Platin20   | 1.785.000   | aria.com.au                       |
| Belgien (BRMA)                                                                               | —          | —          | Platin1        | 50.000      | ultratop.be                       |
| Brasilien (PMB)                                                                              | —          | Gold1      | Platin1        | 110.000     | pro-musicabr.org.br               |
| Dänemark (IFPI)                                                                              | —          | 3× Gold3   | 7× Platin7     | 400.000     | ifpi.dk                           |
| Deutschland (BVMI)                                                                           | —          | 4× Gold4   | 3× Platin3     | 1.350.000   | musikindustrie.de                 |
| Europa (IFPI)                                                                                | —          | —          | 2× Platin2     | (2.000.000) | ifpi.org                          |
| Finnland (IFPI)                                                                              | —          | —          | —              | 14.656      | Einzelnachweise                   |
| Frankreich (SNEP)                                                                            | Silber1    | —          | —              | 75.000      | infodisc.fr                       |
| Golf-Kooperationsrat (IFPI)                                                                  | —          | Gold1      | —              | 3.000       | ifpi.org                          |
| Griechenland (IFPI)                                                                          | —          | Gold1      | —              | 10.000      | Einzelnachweise                   |
| Indonesien (ASIRI)                                                                           | —          | —          | Platin1        | 50.000      | Einzelnachweise                   |
| Irland (IRMA)                                                                                | —          | 2× Gold2   | 7× Platin7     | 120.000     | irishcharts.ie                    |
| Italien (FIMI)                                                                               | —          | Gold1      | —              | 50.000      | fimi.it                           |
| Japan (RIAJ)                                                                                 | —          | 2× Gold2   | —              | 200.000     | riaj.or.jp JP2                    |
| Kanada (MC)                                                                                  | —          | 7× Gold7   | 19× Platin19   | 1.460.000   | musiccanada.com                   |
| Malaysia (RIM)                                                                               | —          | Gold1      | —              | 7.500       | Einzelnachweise                   |
| Mexiko (AMPROFON)                                                                            | —          | 2× Gold2   | —              | 80.000      | amprofon.com.mx                   |
| Neuseeland (RMNZ)                                                                            | —          | 4× Gold4   | 19× Platin19   | 502.500     | aotearoamusiccharts.co.nz NZ2 NZ3 |
| Niederlande (NVPI)                                                                           | —          | Gold1      | —              | 35.000      | nvpi.nl                           |
| Norwegen (IFPI)                                                                              | —          | 7× Gold7   | 4× Platin4     | 200.000     | ifpi.no                           |
| Österreich (IFPI)                                                                            | —          | 2× Gold2   | —              | 30.000      | ifpi.at                           |
| Portugal (AFP)                                                                               | —          | 2× Gold2   | —              | 15.000      | Einzelnachweise                   |
| Schweden (IFPI)                                                                              | —          | —          | 3× Platin3     | 140.000     | sverigetopplistan.se              |
| Schweiz (IFPI)                                                                               | —          | —          | Platin1        | 30.000      | hitparade.ch                      |
| Singapur (RIAS)                                                                              | —          | —          | Platin1        | 15.000      | Einzelnachweise                   |
| Spanien (Promusicae)                                                                         | —          | 2× Gold2   | —              | 60.000      | elportaldemusica.es               |
| Südafrika (RISA)                                                                             | —          | —          | 2× Platin2     | 80.000      | Einzelnachweise                   |
| Südkorea (KMCA)                                                                              | —          | —          | —              | 1.245.341   | Einzelnachweise                   |
| Ungarn (MAHASZ)                                                                              | —          | Gold1      | —              | 5.000       | slagerlistak.hu                   |
| Vereinigte Staaten (RIAA)                                                                    | —          | 11× Gold11 | 27× Platin27   | 53.570.000  | riaa.com                          |
| Vereinigtes Königreich (BPI)                                                                 | 5× Silber5 | 6× Gold6   | 17× Platin17   | 10.210.000  | bpi.co.uk                         |
| Insgesamt                                                                                    | 6× Silber6 | 72× Gold72 | 135× Platin135 |             |                                   |